# خراج‌گزاری
خراج‌گزاری(انگلیسی: Suzerainty) شامل حقوق و تعهدات یک شخص، ایالت یا موجودیت سیاسی است که سیاست خارجی و روابط یک دولت دیگر زیردست را کنترل می‌کند، اما به این دولت خودمختاری داخلی می‌دهد.